# Éruption volcanique à la Martinique
Éruption volcanique à la Martinique er en fransk stumfilm fra 1902 af Georges Méliès.